# Верхня щитоподібна вена
Верхня щитоподібна вена (лат. v. thyreoidea superior) — це вена, що формується з венул паренхіми та капсули щитоподібної залози, а також дренує тканини гортані та м'язи шиї. Верхня щитоподібна вена прямує поруч з верхньою щитоподібною артерією та впадає в внутрішню яремну вену в верхній її третині.